# Time Out
Time Out Group és un negoci global de mitjans de comunicació i oci que ofereix a la gent explorar i conèixer el millor d'una ciutat. La seva seu s'ubica a Londres, UK. Es classifica en dos divisions de negocis: Time Out Media i Time Out Market. El format més reconegut de Time Out és la revista, actualment en diverses ciutats arreu del món.

## Publicacions
La revista Time Out està disponible a 40 ciutats de tot el món: Lisboa, Porto, Barcelona, Madrid, Hong Kong, Singapur, Miami, Bangkok, Mèxic, Estambul, Dubai, etc. Totes les revistes es distribueixen cada dimecres de franc. També es poden obtenir en quioscs de premsa, caixes expenedores o en establiments culturals. La revista original de Time Out Londres té una publicació setmanal gratuïta. Ofereix llistes d'esdeveniments i editorials sobre cinema, teatre i art a la capital d'Anglaterra per informar als lectors de diferents formes d'entreteniment dins de la mateixa ciutat.

## Premis i reconeixements
2018
- Masters Da Distribuição: Ana Alcobia, Manager de Time Out Market Lisbon[1]
- Folio: Time Out North America finalista per L'Equip Digital de l'Any[2]
- Digiday Publishing Awards: Millor Esdeveniment en viu per la Batalla de l'Hamburguesa[3]

2017
- SPD Awards: Premi a tres portades The Art Issue, Does New York Make You An Asshole, i Open 24 hours[4]

2016
- Drum Content Award: Millor Campanya de Marketing per la col·laboració de Time Out London amb Nescafe Azera[5]